# ヤヒア・アティヤット・アッラー
- ヤヒア・アティヤト・アラー

ヤヒア・アティヤット・アッラー（1995年3月2日 - ）はモロッコのサッカー選手。ポジションはDF。ウィダード・カサブランカ所属。モロッコ代表。

## 経歴

### クラブ
2013年9月28日のボトラ・プロ戦でプロデビュー。
その後、2019年にヴォロスNPSへ移籍しギリシャ・スーパーリーグに渡るが活躍できず、1年で帰国した。
2020年1月1日、ウィダード・カサブランカに3年契約で移籍した。

### 代表
2022 FIFAワールドカップを戦う本大会メンバーに招集された。

## 代表歴

### 出場大会
- モロッコ代表
  - 2022 FIFAワールドカップ

### 試合数
- 国際Aマッチ 15試合 0得点（2022年-）[5]

| モロッコ代表 | 国際Aマッチ | 国際Aマッチ |
| 年           | 出場        | 得点        |
| ------------ | ----------- | ----------- |
| 2022         | 10          | 0           |
| 2023         | 5           | 0           |
| 2024         |             |             |
| 通算         | 15          | 0           |

## タイトル

### クラブ
ウィダード・カサブランカ
- ボトラ : 2020-21, 2021-22
- CAFチャンピオンズリーグ : 2021-22

### 個人
- ウィダード・カサブランカ年間最優秀選手 : 2021-22

### 勲章
- モロッコ国家勲章（英語版） : 2022[6]